# Wola
Wola je městský obvod v západní části Varšavy, původně vesnice Wielka Wola, připojena k Varšavě byla v roce 1916. Průmyslová zóna se svými tradicemi sahá do počátku 19. století, pomalu se mění na obchodní a obytnou čtvrť. Je zde několik muzeí a druhá nejvyšší budova ve Varšavě, Warsaw Trade Tower.
Rozloha činí 19,26 km² a k roku 2015 zde žilo 138 000 obyvatel.
Během Varšavského povstání v srpnu 1944 zde německé jednotky zmasakrovaly několik desítek tisíc lidí.